# Velodrom Třebešín

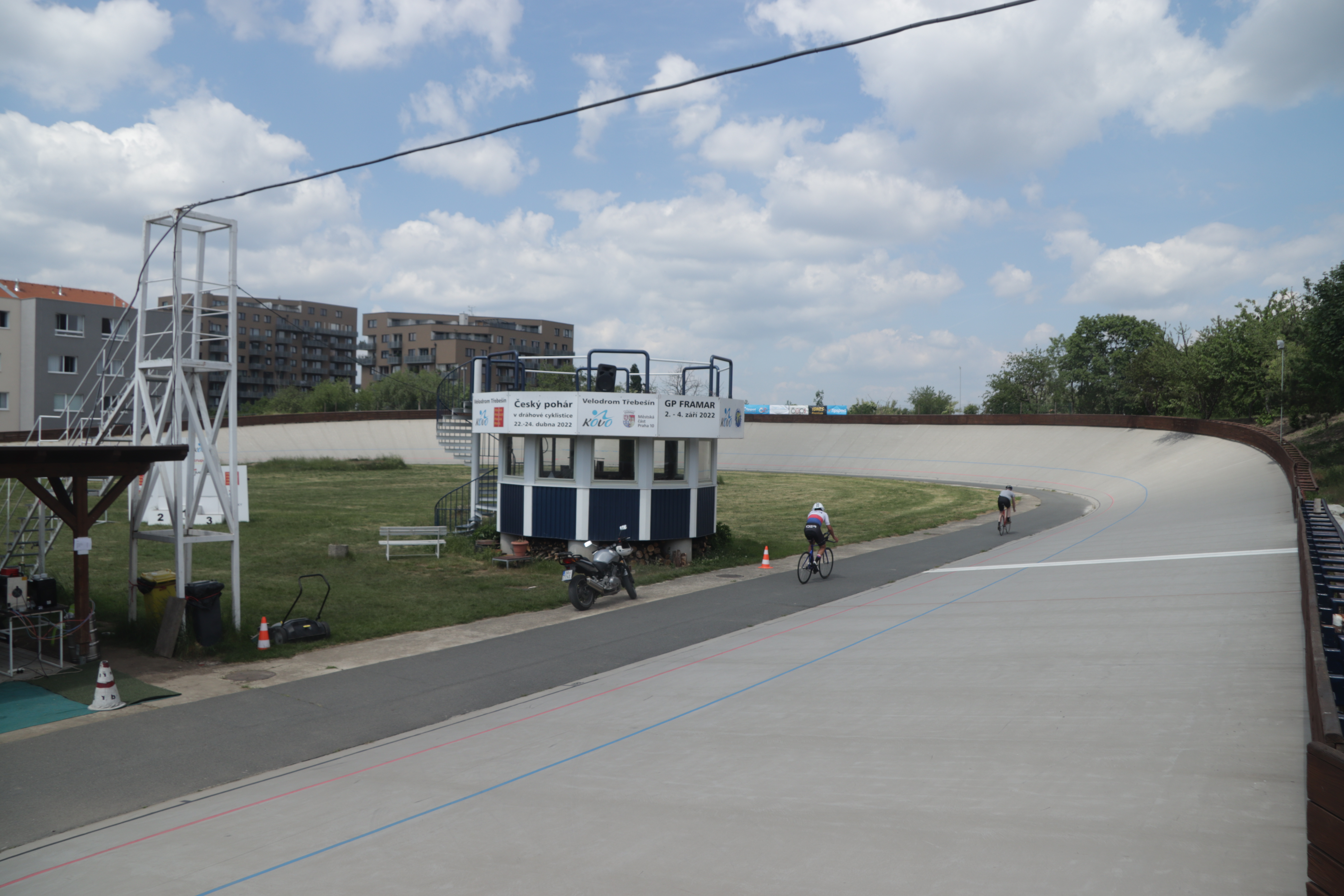
Teilansicht des Velodrom Třebešín

Das Velodrom Třebešín ist eine Radrennbahn im Osten der tschechischen Hauptstadt Prag.

## Geschichte und Beschreibung
Die erste Radrennbahn wurde 1941 während des Zweiten Weltkriegs rund um den Fußballplatz des FK Viktoria Žižkov nach Plänen des Architekten und früheren Radrennfahrers Josef Šídlo gebaut und am 7. September 1941 eröffnet. Die Bahn war aus Beton, 412 Meter lang und 6 Meter breit und mit zwei Steilkurven mit einer Neigung von 22 Grad. Bereits nach wenigen Jahren war das Velodrom baufällig, die am Hang liegende Nordkurve brach komplett ab. 1951 wurde das Velodrom wiedererrichtet, dabei wurde das Fußballfeld im Inneren entfernt. Die Bahn hatte nunmehr eine Länge von 381 Metern und eine Breite von sieben Metern. Da die Böschung unterhalb der Nordkurve weiterhin instabil war, musste die Bahn erneut abgerissen werden. Bei der Sanierung von 1967 bis 1971 erhielt sie ihre heutige Form. 
Das Velodrom Třebešín ist eine Freiluftbahn ohne Überdachung. Die Bahn selbst ist aus Beton und hat eine Länge von 333,3 Metern und eine Breite von 7,80 Metern. Die Überhöhung beträgt 34 Grad in den Kurven und 7 Grad auf den Geraden. 
Das Velodrom ist die Heimbahn der Vereine TJ KOVO und SK Tesla Žižkov und regelmäßiger Austragungsort der nationalen Meisterschaften in Tschechien sowie des ältestens tschechischen Bahnradrennens Grand Prix Framar.